# Justine Siegemund
Pour les articles homonymes, voir Siegemund.
Justine Siegemund (ou Justine Siegemundin, née le 26 décembre 1636 et morte le 10 novembre 1705) est une sage-femme renommée de Basse-Silésie, une région de l'actuelle Pologne, dont le manuel obstétrical, La sage-femme de la cour (1690) est l'ouvrage allemand publié par une femme le plus lu.

## Début de carrière, 1656-1672
Elle est née le 26 décembre 1636. En 1655, elle épouse Christian Siegemund, comptable. Son mariage dure 42 ans. L'absence d'enfant aurait dû techniquement la disqualifier pour le métier de sage-femme, car seules les femmes ayant procréé sont censées pouvoir exercer. À vingt ans, Justine Siegemund souffre beaucoup à cause de sages-femmes qui pensent à tort qu'elle est enceinte. Son expérience la motive à s'éduquer sur l'obstétrique. Elle pratique pour la première fois en 1659, quand on lui demande d'aider un cas d'accouchement dystocique lié à un bras de bébé mal placé. Jusqu'en 1670, elle fournit des services de sages-femmes gratuitement aux paysannes et aux femmes pauvres de sa région, puis elle diversifie progressivement sa clientèle pour inclure des femmes de familles marchandes et nobles.

## Sage-femme, 1670-1701

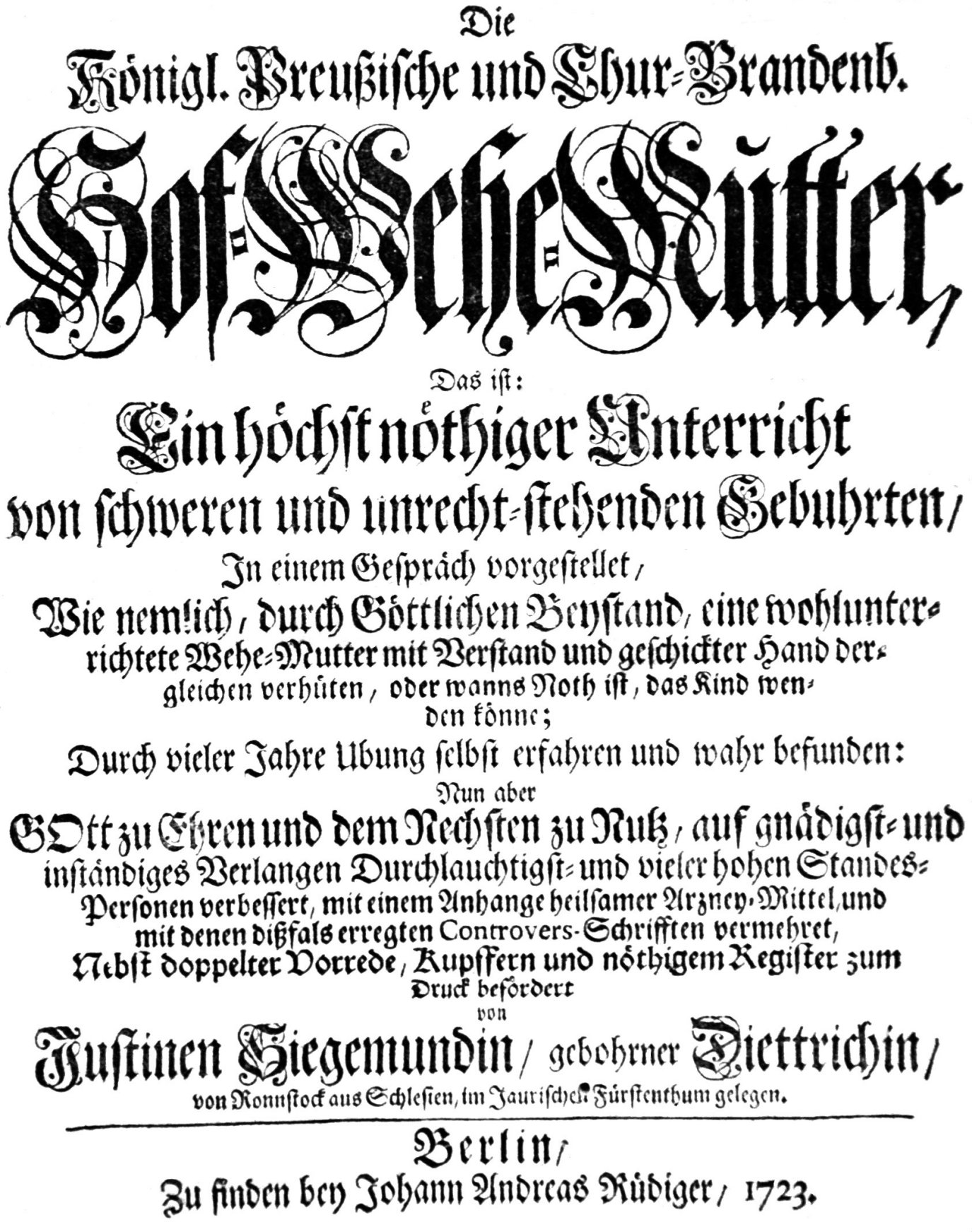
Page de titre du manuel de Siegismundin

Compte tenu de sa carrière florissante et de l'expansion de sa clientèle, Justine Siegemund est sollicitée lorsqu'une tumeur cervicale menace Luise duchesse de Liegnitz. Elle l'enlève avec succès, après que des médecins hommes aient requis ses services. Les animosités professionnelles sexistes n'étant jamais loin, en 1680, Martin Kerger, son ancien superviseur, l'accuse de méthodes d'accouchement dangereuses. Cependant, ses collègues de la faculté de médecine de Francfort-sur-l'Oder se rangent du côté de Justine Siegemund. Les accusations infondées de son ancien formateur démontrent son manque de connaissances et d'expériences pratique sur l'anatomie reproductrice et infantile ainsi que sur l'accouchement.
Ses allégations sans fondement n'affectent pas l'avenir professionnel de Justine Siegemund et, en 1670, elle est nommée «sage-femme de la ville» de Legnica. Son expertise et sa dextérité attirent l'attention de Frédéric-Guillaume Ier de Brandebourg qui la nomme sage-femme de la cour, Chur-Brandenburgische Hof-Wehemutter à Berlin en 1683. Elle est aussi la sage-femme royale de la sœur de Frédéric III, Marie-Amélie, duchesse de Saxe-Zeitz, et met au monde quatre de ses enfants. À la cour d'August le Fort, elle aide Christiane Eberhardine, l'électrice saxonne, à donner naissance à son fils, Frédéric August II (1696). Par ailleurs, elle assiste à d'autres naissances dans la région de Berlin.
Aux Pays-Bas, Marie II d'Orange, suggère que Justine Siegemund rédige un manuel de formation pour les sages-femmes. À ce moment-là, Justine Siegemund a probablement déjà commencé à compiler son futur ouvrage The Court Midwife.
Justine Siegemund utilise rarement les premiers produits pharmaceutiques ou instruments chirurgicaux dans sa pratique.
Au moment de sa mort le 10 novembre 1705 à Berlin, Justine Siegemund a mis au monde près de six mille deux cents enfants, selon le diacre de Berlin qui préside ses funérailles.

## Son ouvrage:La sage-femme de la cour(1690)

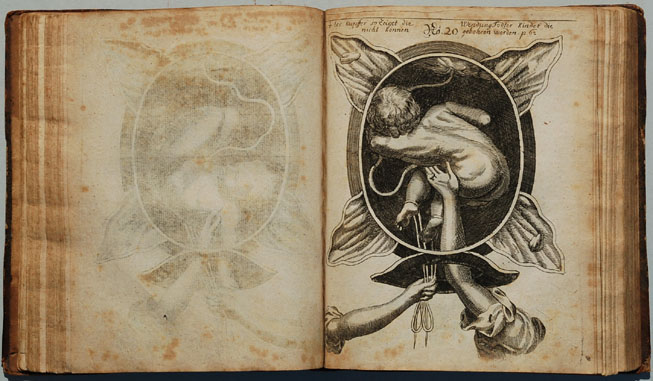
Version interne à deux mains d'une présentation d'épaule

En 1689, Justine Siegemund voyage de La Haye à Francfort-sur-l'Oder et soumet son projet de manuel à la faculté de médecine de Francfort sur l'Oder, qui approuve sa documentation médicale. Elle y incorpore des gravures embryologiques et anatomiques de Regnier de Graaf et de Govard Bidloo, ce qui en renforce l'utilité pratique. D'avril à juin 1689, elle protège sa propriété intellectuelle dans le volume en obtenant les privilèges d'impression des électeurs de Brandebourg et de Saxe, ainsi que du Saint Empereur romain.
À Leipzig, elle endure un nouvel épisode de jalousie professionnelle masculine. Andreas Petermann l'accuse d'infractions similaires à celles que Kerger a déjà avancées. Étant donné l'inexpérience de l'accusateur, Justine Siegemund est de nouveau en mesure de surmonter cet affront à sa réputation professionnelle.
Sur la base de notes soignées qu'elle rédige lors de ses accouchements, elle publie un texte obstétrical faisant autorité qui s'intitule La Sage-femme de la Cour  (en allemand : Die Kgl. Preußische und Chur-Brandenburgische Hof-Wehemutter) en 1690. Il aborde ses sujets sous la forme d'un dialogue entre Justine (elle-même) et Christina, une élève. La Sage-femme de la Cour est systématique et fondée sur des preuves dans sa présentation des complications possibles de l'accouchement, y compris des problèmes tels que de mauvaises présentations, des problèmes de cordon ombilical, et le placenta praevia et leur gestion. Dans son manuel, Justine Siegemund présente une solution à un accouchement avec présentation de l'épaule. À cette époque il s'agit souvent d'une situation catastrophique conduisant à la mort du bébé et potentiellement de la mère. Elle élabore une intervention à deux mains pour faire pivoter le bébé dans l'utérus en sécurisant une extrémité par une écharpe. Elle est également créditée (avec François Mauriceau) pour avoir trouvé une méthode pour traiter une hémorragie placentaire praevia en perforant le sac amniotique.
Après la mort de Justine Siegemund, La Sage-femme de la Cour subit de nombreuses republications, à Berlin en 1708, et Leipzig en 1715 et en 1724, avec des modifications qui comprennent des citations gynécologiques masculines corroborantes et des comptes rendus des affaires Kerger et Petermann lors de sa republication en 1723, 1741, 1752 et 1756.

## Travaux
(octobre 2020).
- Die königl [ich-] preußische und chur-brandenb [urgische] Hof-Wehe-Mutter : das ist: ein höchst nöthiger Unterricht von schweren und und unecht stehenden Gebuhrten, in einem Gespräch vorgestellet, wie nemlich durch göttlichen Beystand, eine wohl-unterrichtete Wehe-Mutter mit Verstand und geschickter Hand dergleichen verhüten, oder wanns Noth ist, das Kind wenden könne ; mit einem Anhange heilsamer Arzney-Mittel und... Controvers-Schriften vermehret... . Berlin : Rüdiger, 1723 Édition numérique de la bibliothèque universitaire et d'État de Düsseldorf.
- (de) Franz von Winckel (de), « Siegemund, Justine », dans Allgemeine Deutsche Biographie (ADB), vol. 34, Leipzig, Duncker & Humblot, 1892, p. 194-195
- Waltraud Pulz: «Nicht alles nach der Gelahrten Sinn geschrieben» - Das Hebammenanleitungsbuch von Justina Siegemund. Zur Rekonstruktion geburtshilflichen Überlieferungswissens frühneuzeitlicher Hebammen und seiner Bedeutung bei der Herausbildung der modernen Geburtshilfe. Munich, 1994. (Münchner Beiträge zur Volkskunde. Bd. 15.) (Vorher Phil. Insulter. Munich 1992.)
- Lynne Tatlock : "Speculum Feminarum: Perspectives de genre sur l'obstétrique et la gynécologie dans l'Allemagne moderne tôt" Signes : 17 (été 1992) : 725–740.
- Waltraud Pulz: « Aux origines de l'obstétrique moderne en Allemagne (XVIe – XVIIIe siècle): accoucheurs contre matrones ? » dans Revue d'histoire moderne et contemporaine 43 (1996), p. 593–617.
- Waltraud Pulz: "Gewaltsame Hilfe? Die Arbeit der Hebamme im Spiegel eines Gerichtskonflikts (1680–1685) ". Dans: Rituale der Geburt. Eine Kulturgeschichte. Hg. v. Jürgen Schlumbohm [ua ] Munich, 1998. (Beck'sche Reihe. 1280.) p. 68–83, 314–318.
- Lynne Tatlock (traductrice): The Court Midwife : Chicago: University of Chicago Press: 2005: (ISBN 0-226-75709-9)
- Barbara I. Tshisuaka: Siegemund[in], geb. Dittrich [Dietrich], Justina. In: Werner E. Gerabek, Bernhard D. Haage, Gundolf Keil, Wolfgang Wegner (Hrsg.): Enzyklopädie Medizingeschichte. De Gruyter, Berlin/ New York 2005  (ISBN 3-11-015714-4), S. 1329.